# Обала Слоноваче на Светском првенству у атлетици на отвореном 2019.
Обала Слоноваче је на 17. Светском првенству у атлетици на отвореном 2019. одржаном у Дохи од 27. септембра до 6. октобра учествовала седамнаести пут, односно учествовала је на свим првенствима до данас. Репрезентацију Обале Слоноваче представљала су 3 такмичара (1 мушкарац и 2 жена) који су се такмичили у 3 дисциплине (1 мушка и 2 женске).,
На овом првенству Обала Слоноваче је по броју освојених медаља делила 31. место са 1 освојеном медаљом (бронза). У табели успешности према броју и пласману такмичара који су учествовали у финалним такмичењима (првих 8 такмичара) Обала Слоноваче је са 2 учесника у финалу делила 36. место са 10 бодова.
| Плас. | Земља           | 1. мес. | 2. мес. | 3. мес. | 4. мес. | 5. мес. | 6. мес. | 7. мес. | 8. мес. | Бр. фин. | Бод. |
| ----- | --------------- | ------- | ------- | ------- | ------- | ------- | ------- | ------- | ------- | -------- | ---- |
| =36.  | Обала Слоноваче | 0       | 0       | 1       | 0       | 1       | 0       | 0       | 0       | 2        | 10   |

## Учесници
| Мушкарци: - Артур Сисе — 100 м | Жене: - Миријел Ауре — 100 м - Мари Жозе Та Лу — 100 м, 200 м |  |

## Освајачи медаља (1)

### Бронза (1)
- Мари Жозе Та Лу — 100 м

## Резултати

### Мушкарци
| Атлетичар  | Дисциплина | Лични рекорд | Предтакмичење | Предтакмичење | Квалификације   | Квалификације | Полуфинале | Полуфинале | Финале               | Финале       | Детаљи |
| Атлетичар  | Дисциплина | Лични рекорд | Резултат      | Место         | Резултат        | Место         | Резултат   | Место      | Резултат             | Место        | Детаљи |
| ---------- | ---------- | ------------ | ------------- | ------------- | --------------- | ------------- | ---------- | ---------- | -------------------- | ------------ | ------ |
| Артур Сисе | 100 м      | 9,93 НР      | слободан      | слободан      | 10,14 (.138) КВ | 3. у гр. 4    | 10,34      | 8. у гр. 3 | Није се квалификовао | 24 / 65 (68) |        |

### Жене
| Атлетичарка     | Дисциплина | Лични рекорд | Квалификације   | Квалификације   | Полуфинале            | Полуфинале            | Финале                | Финале                | Детаљи |
| Атлетичарка     | Дисциплина | Лични рекорд | Резултат        | Место           | Резултат              | Место                 | Резултат              | Место                 | Детаљи |
| --------------- | ---------- | ------------ | --------------- | --------------- | --------------------- | --------------------- | --------------------- | --------------------- | ------ |
| Миријел Ауре    | 100 м      | 10,78 НР     | 11,05 КВ, ЛРС   | 2. у гр. 1      | 11,05 КВ, ЛРС         | 2. у гр. 3            | 11,02 ЛРС             | 5 / 47                |        |
| Мари Жозе Та Лу | 100 м      | 10,85        | 10,85 КВ, ЛР    | 1. у гр. 2      | 10,87 (.869) КВ       | 1. у гр. 1            | 10,90                 |                       |        |
| Мари Жозе Та Лу | 200 м      | 22,08 НР     | Није стартовала | Није стартовала | Није се квалификовала | Није се квалификовала | Није се квалификовала | Није се квалификовала |        |